# University of Sussex
Die englische University of Sussex wurde 1961 als erste der zahlreichen neuen Universitäten der 1960er gegründet. Ihr Campus befindet sich in einem Naturschutzgebiet am Stadtrand von Brighton and Hove nahe dem Ort Falmer.
Die Universität Sussex wurde vom Times Higher Education auf Platz 8 der besten Universitäten in England gewählt. Auch international zählt Sussex laut dem THE World University Ranking mit Platz 16 in Europa und Platz 79 in der Welt zu den angesehensten Universitäten.

## Fakultäten

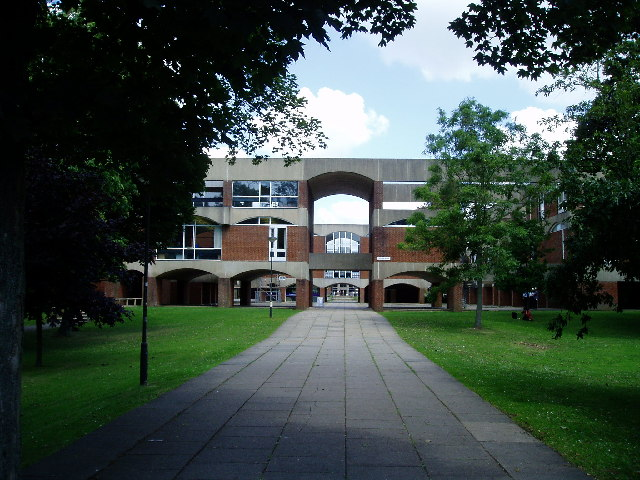
Falmer House

Die Studiengänge der Universität sind in so genannte Schools of Studies eingeteilt. Seit der Neustrukturierung im August 2003 existieren die folgenden Schools:
- Humanities
- Life Sciences

- Natural sciences
- Mathematical sciences
- Social Sciences and Cultural Studies
- SPRU – Science Policy Research Unit (gegründet 1966)
- Sussex Institute
- Brighton and Sussex Medical School (zusammen mit der University of Brighton)

Seit 2009:

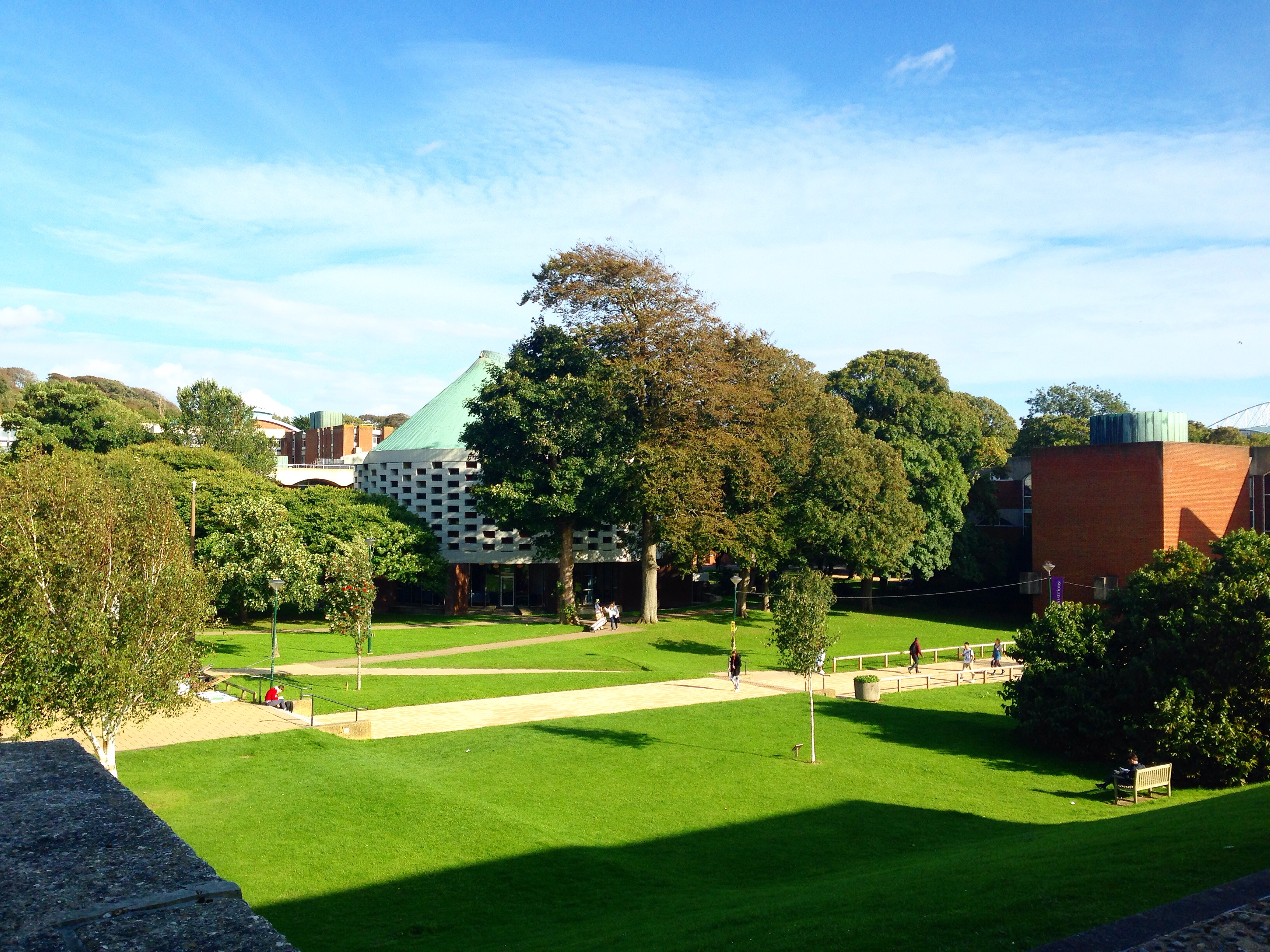
Campus

- Ingenieurwesen und Informatik (zwei getrennte Schulen vor 2011)
- Life Sciences (umfasst Biologie, Umweltwissenschaften, Chemie und Biochemie und beherbergt das Zentrum für Genomschäden und Stabilität)
- Mathematische und physikalische Wissenschaften (einschließlich Mathematik, Physik und Astronomie)
- Psychologie
- Wirtschaft, Management und Wirtschaft
- Bildung und soziale Arbeit
- Global Studies (umfasst Anthropologie, Geographie und Internationale Beziehungen sowie interdisziplinäre Programme in Development Studies)
- Recht, Politik und Soziologie
- Englisch
- Geschichte, Kunstgeschichte und Philosophie

Hinzu kommen das Institut für Entwicklungsforschung, die Forschungsstelle Wissenschaftspolitik, die Medizinische Hochschule (BSMS) sowie mehr als 40 Forschungszentren und zahlreiche Forschungscluster.
- Medien, Film und Musik

## Akademisches Profil
Rankings
Die Universität wurde von den „Times Higher Education World University Rankings 2015/16“ auf Platz 62 in Europa und Platz 140 weltweit gelistet. Der Bereich „Business and Economics“ wurde auf Platz 6 in Großbritannien und auf Platz 50 weltweit gewählt. Für Entwicklungsstudien wurde die Universität von dem QS World University Rankings 2015, 2016 und 2018 auf Platz 1 weltweit aufgelistet. In England gehört die Universität zu den 20 besten gemäß dem Academic Ranking of World Universities, The Guardian und The Times/Sunday Times.
Forschung
Sussex zählt 5 Nobelpreisträger, 15 Fellows der Royal Society, 7 Fellows der British Academy, 23 Stipendiaten der Akademie für Sozialwissenschaften und einen Gewinner des Crafoord-Preises. Bis zum Jahr 2011 hatten viele Mitglieder der Fakultät auch den Royal Society of Literature Prize, den Orden des British Empire und den Bancroft Prize erhalten.
Die Universität ist bekannt für die Forschung in den Bereichen Molekularphysik (Harold Kroto erhielt 1996 den Nobelpreis für Chemie), Psychologie und Politikwissenschaft.

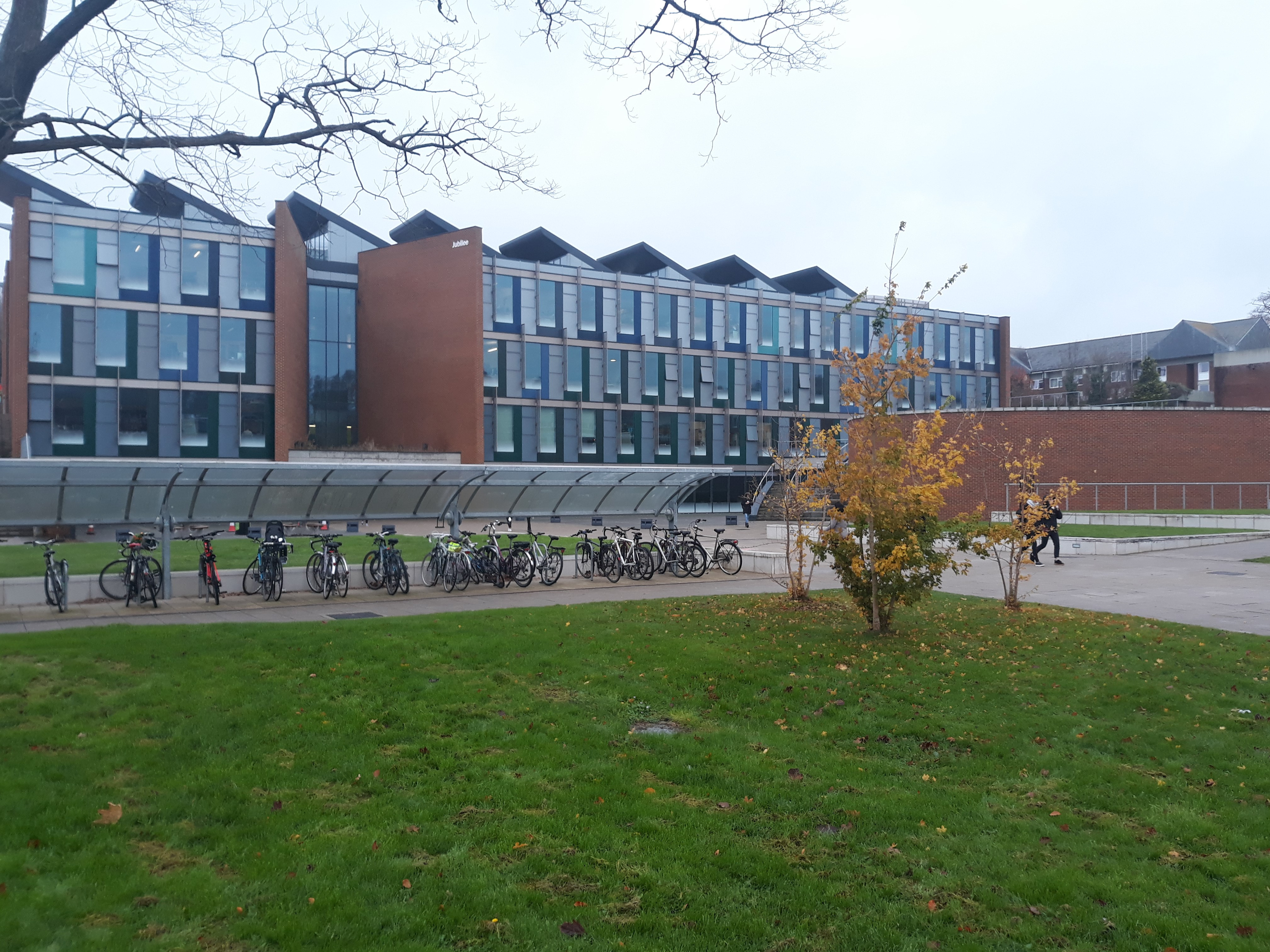
Sussex Jubilee Gebäude

Sussex verfügt nicht nur über IDS (Institut für Entwicklungsstudien), sondern auch über 40 universitäre Forschungszentren, über 15 strategische Forschungszentren und eine große Anzahl kleinerer Forschungscluster. Zu seinen Forschungszentren gehört SPRU, die Science Policy Research Unit, die vom Global Go To Think Tank-Index-Bericht 2016 auf Rang 1 in Großbritannien und Platz 7 in der Welt (von 6.600 Think Tanks) eingestuft wird.
Weitere bemerkenswerte Zentren sind das STEPS Center, das Center for American Studies und das Sussex European Institute.
Die Ergebnisse des „Research Excellence Framework 2014“ zeigen, dass 98 Prozent der Forschungsaktivitäten der University of Sussex als „welt-führend“ (28 %), „international exzellent“ (48 %) oder „international anerkannt“ (22 %) im Sinne von Originalität, Bedeutung und Präzision sind.
Im Vereinigten Königreich wird die Forschungsqualität von Geschichte an der University of Sussex am besten bewertet. 84 % des Forschungseinflusses in Psychologie wurde landesweit mit der bestmöglichen Note, einem 4*, bewertet. Geographie an der University of Sussex hatte den am häufigsten mit 4* bewerteten Forschungseinfluss von allen Geographie-Submissionen im Vereinigten Königreich.

## Persönlichkeiten / Alumni
- siehe auch Kategorie:Hochschullehrer (University of Sussex)

Absolventen
- Thabo Mbeki (* 1942), Präsident von Südafrika
- Ian McEwan (* 1948), britischer Autor
- Jeremy Deller (* 1966), britischer Künstler, Gewinner des Turner Prize 2004
- Connie Glynn (* 1994), britische Autorin
- Peter Hain (* 1950), britischer Minister
- John Hopkins (* 1949), britischer Komponist
- Rainer Kempe (* 1989), deutscher Pokerspieler
- Tadzio Müller (* 1976), deutscher Klimaaktivist
- Dimitri Nanopoulos (* 1948), griechischer Physiker
- Lai Shin-yuan (* 1956), taiwanesische Politikerin
- Shree Baboo Chekitan Servansing, mauritischer Diplomat und Mitglied des WTO Appellate Body

Dozenten
- Roy Bhaskar (1944–2014), britischer Wissenschaftstheoretiker und Philosoph
- Peter Calvocoressi (1912–2010), britischer Historiker
- Julius Carlebach (1922–2001), deutsch-britischer Rabbiner und Hochschullehrer
- John W. Cornforth (1917–2013),  Nobelpreisträger für Chemie (1975)
- Gerard Delanty (* 1960), Soziologe
- Barbara Einhorn (* 1942), Soziologin
- Marie Jahoda (1907–2001), österreichische Sozialpsychologin
- Larry Siedentop (1936–2024), Professor für Ideengeschichte
- Anthony James Leggett (* 1938), Nobelpreisträger für Physik (2003)
- Mariana Mazzucato (* 1968), italienisch-amerikanische Wirtschaftswissenschaftlerin
- Harold Kroto (1939–2016), Nobelpreisträger für Chemie (1996)
- Martin Rees (* 1942), britischer Astronom, Präsident der königlichen Akademie
- Kathleen Stock, OBE (* 1972) britische Philosophin
- Alan Winters (* 1950), britischer Chefökonom des Department for International Development in London
- John Maynard Smith (1920–2004), britischer Evolutionsbiologe und Genetiker
- Edward Timms (1937–2018), britischer Germanist und Kulturhistoriker

Drei Absolventen erhielten einen Nobelpreis.

## Wappen
Das Wappen der Universität zeigt einen schwarzen (heraldischen) Delfin, der aus dem Wappen der Stadt Brighton entlehnt ist und die schwarzen keltischen Kronen aus den Wappen von East und West Sussex. Auf dem Sparren repräsentieren die goldenen Vögel auf blauem Grund East Sussex und die auf rotem Grund West Sussex.
Die Helmzier besteht aus zwei schwarzen Delfinen, umringt von einer goldenen keltischen Krone.
Die Schildhalter sind zwei Pelikane. Man glaubte früher, dass Pelikane ihre Brust mit ihren Schnäbeln aufreißen, um ihre Jungen mit ihrem eigenen Blut zu füttern. Deshalb ist der Pelikan bis heute das Symbol für Dienst und Aufopferung.
Das Motto ist „Be still and know“, übersetzt: „Bleibe still und wisse“ oder „Sei ruhig und wisse“. Das Motto ist ein Zitat von Psalm 46:10 „Be still and know that I am God“.

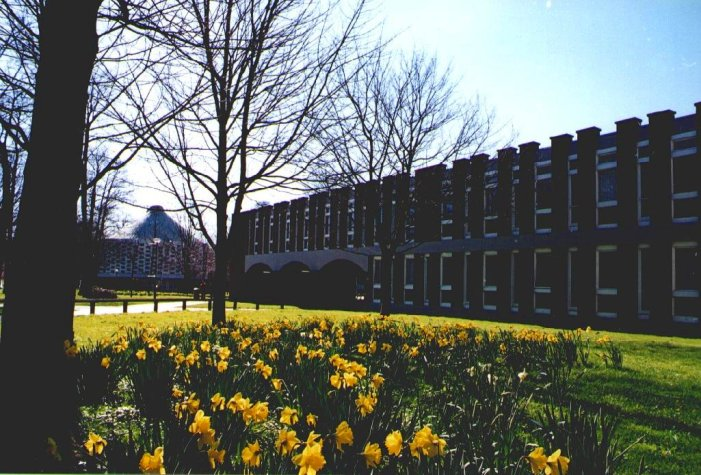
Campus

## Campus und Studentenleben
Es handelt sich um eine klassische Campus-Universität. Alle Lehr- und Forschungseinrichtungen befinden sich mit der Bibliothek, zwei Sporthallen, Studentenwohnungen, Einkaufsmöglichkeiten, Bars und einem Club (Hot House) auf einem gemeinsamen Gelände. Der Campus liegt am Rand der South Downs und ist der einzige Englands, der sich vollständig in einer Art Naturschutzgebiet (Area of Outstanding Natural Beauty) befindet.
Internationale Studenten
Von den knapp 14.000 Studenten der University of Sussex ist ungefähr ein Viertel international. Wissenschaftler an der Universität von Sussex kommen aus 50 Ländern und die Studenten aus über 120 Ländern.
Die Universität ist offen für verschiedene religiöse und kulturelle Hintergründe und auf dem Campus gibt es Orte um seine Religion auszuüben, wie z. B. eine christliche Kirche, an dem jeden Sonntag Gottesdienst gefeiert wird.
Studenten an der Universität von Sussex können als Teil ihres Bachelors auch ein Jahr an einer anderen Institution im Ausland verbringen: Durch ERASMUS stehen viele europäische Universitäten zur Auswahl. Durch sehr gute Beziehungen von Sussex zu vielen anderen internationalen Institutionen, einschließlich allen Einrichtungen der University of California, können Studenten auch ein Auslandssemester- oder jahr in Nordamerika, Asien, Zentral- und Südamerika, Australien und Nordafrika verbringen.

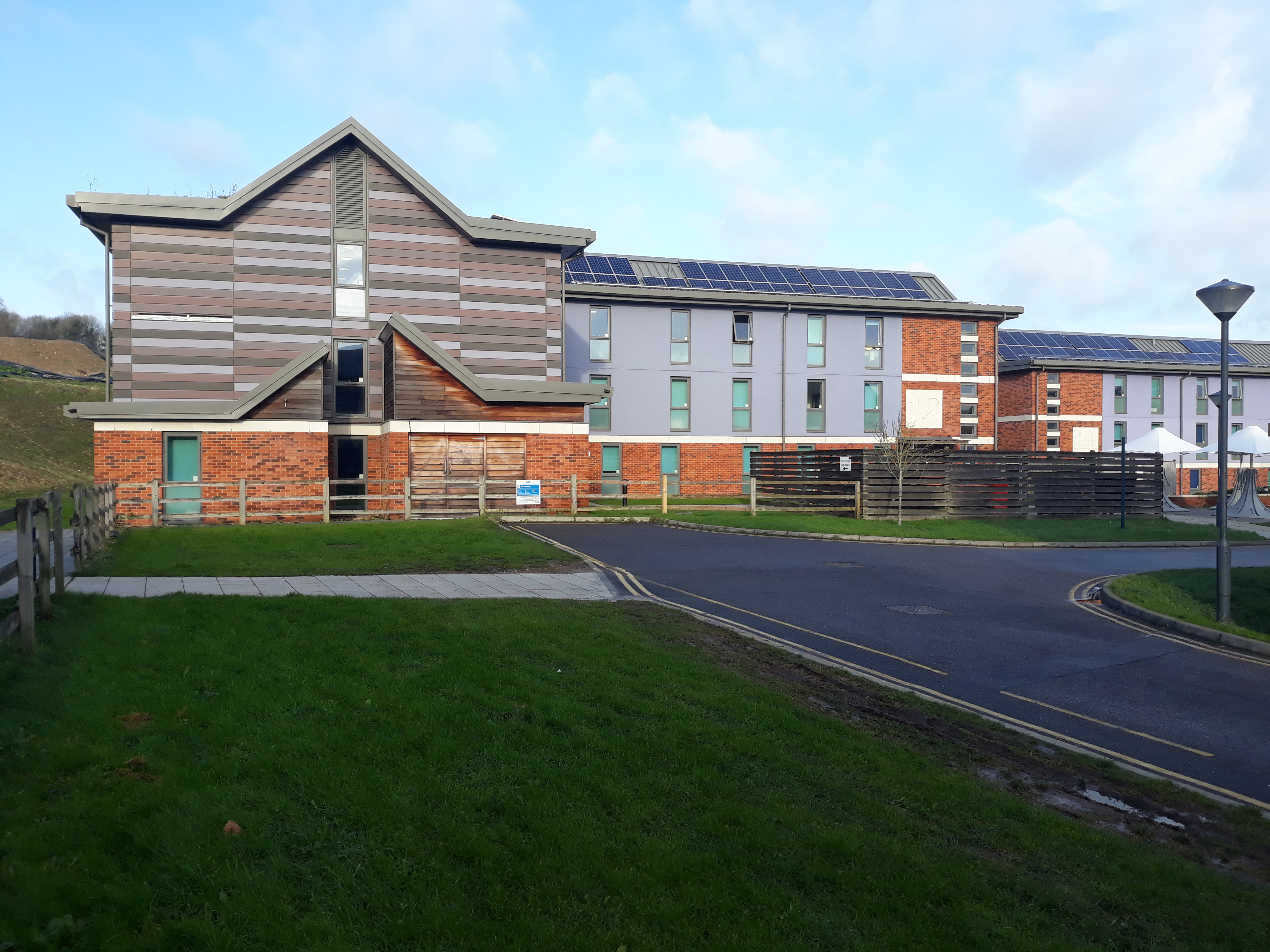
Studentenunterkünfte

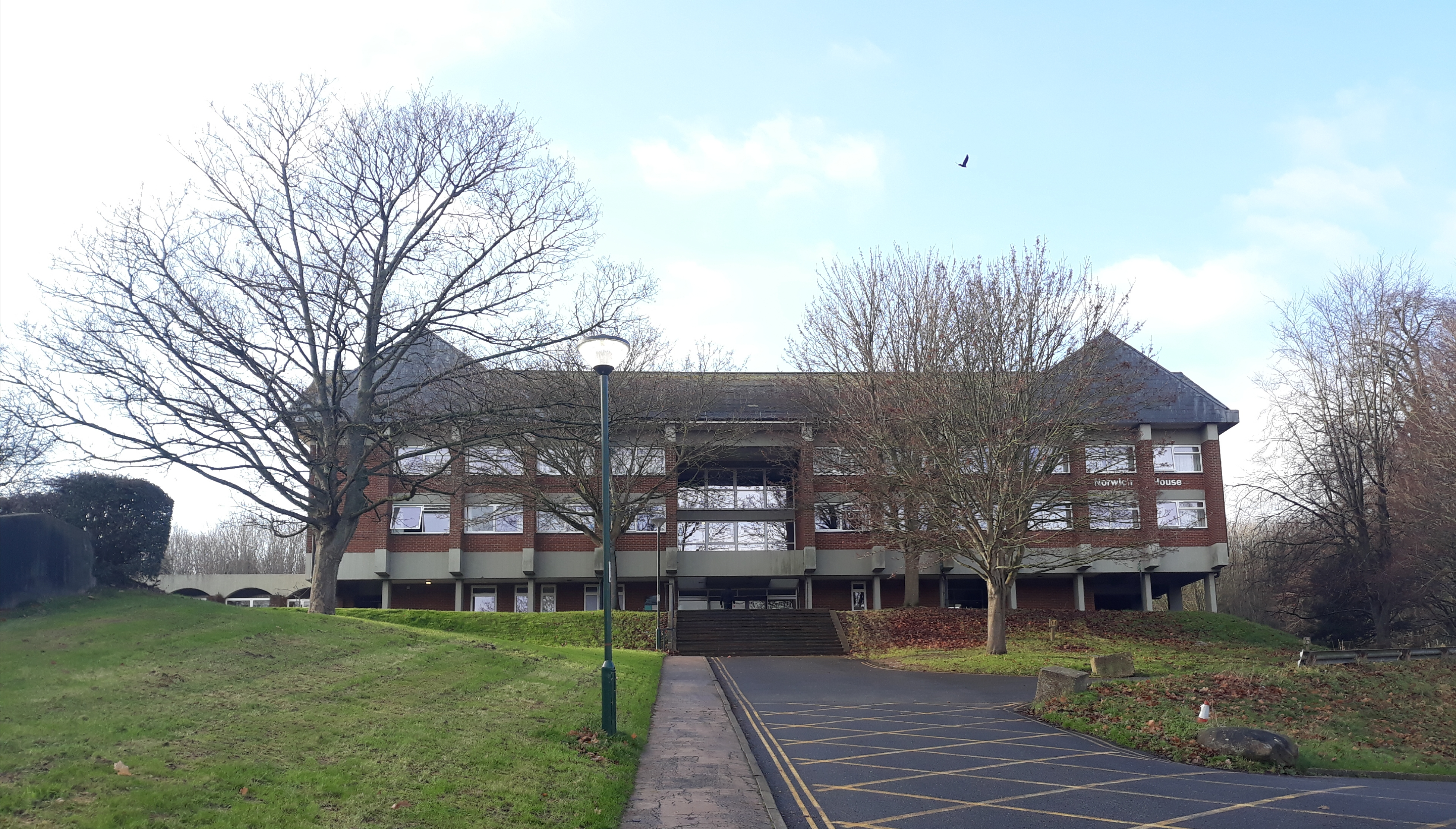
Studentenunterkünfte